# Patricio Castillo
Jaime García Márquez Patricio Castillo San Juan (Santiago, 18 de novembro de 1940 – Cidade do México, 15 de abril de 2021), mais conhecido como Patricio Castillo, foi um ator de cinema e televisão mexicano naturalizado chileno, que ficou conhecido por sua participação em produções da Televisa, Telemundo e Argos Comunicación.
Morreu em 15 de abril de 2021, aos 85 anos, devido a complicações do enfisema pulmonar que sofreu. Sua morte foi relatada pela Associação Nacional de Atores (ANDA).

## Carreira

### Telenovelas
- La mexicana y el güero (2020-2021) .... Jaime Salvatorre
- Mi marido tiene más familia (2018-2019) .... Massimo Musi
- La candidata (2016-2017) .... Omar San Román
- Yago (2016) .... Fidel Yampolski
- La gata (2014)  .... Enrique "El Chácharas"
- Mentir para vivir (2013) .... Homero de la Garza
- Rosa Diamante (2012) .... Eduardo Sotomayor
- Sortilegio (2009) .... Emiliano Alanís
- Alma de hierro (2008) .... Licenciado
- Cara o cruz (2002) .... Fidelio
- Por un beso (2000-2001) .... Antonio Ramírez Lugo
- Serafín (1999) .... Krako (voz)
- Tres mujeres (1999) .... Gonzalo Uriarte
- Una luz en el camino (1998) .... Tomás
- La jaula de oro (1997) .... Benjamín Clovert
- La sombra del otro (1996) .... Ludwig Brailowsky
- Buscando el paraíso (1993-1994) .... Don Patricio
- El pecado de Oyuki (1988) .... Jeremías / Bertoldo Nottingham /Humberto-Siriaco-Heliotropo
- La gloria y el infierno (1986) .... Dr. Mendoza
- Gabriel y Gabriela (1982-1983) .... Marcos
- Viviana (1978-1979) .... Pedro

### Séries
- Como dice el dicho (2013-2015) .... Don Cristóbal / Don Anselmo (2 episodios)
- Persons Unknown (2010) .... El hombre italiano
- Los simuladores (2009) .... Roger
- Radio Aventura XE-AH! (1989-1991)
- Chespirito .... Don Narciso / Don Alonso / Inocencio Timorato (4 episódios - 1987, 1 episódio - 1993)
- Hora marcada (1986) (1 episodio)

### Filmes
- Más sabe el Diablo por viejo (2018)
- Manual de principiantes para ser presidente (2016)
- La fórmula del doctor Funes (2015)
- Ladrón de memorias (2012)
- Más allá del muro(2011)
- Así es la suerte (2011)
- Los inadaptados (2011)
- El atentado (2010)
- Crónicas chilangas (2009)
- Así del precipicio (2006)
- Desnudos (2004)
- Corazón de melón (2003)
- Dame tu cuerpo (2003)
- Pecado Original (2001)
- El segundo aire (2001)
- La primera noche (1998)
- Algunas nubes (1995)
- La vida conyugal (1993)
- Abuelita de Bakman (1993)
- Música de Viento (1989)
- El costo de la vida (1989)
- José, Hijo del hombre (1988)
- Crónica de familia (1986)
- Maten al león (1978)
- Actas de marusia (1976)
- Crónica de un amor (1974)
- El premio nobel del amor (1973)
- Mecánica nacional (1972)
- El rincón de las vírgenes (1972)
- La pequeña señora de Pérez (1972)
- Para servir a usted (1971)
- El quelite (1970)

### Teatro
- El diluvio que viene (2007)
- El diluvio que viene (1977-1981)

## Prêmios e Indicações

### Prêmio TVyNovelas
| Ano  | Categoria               | Telenovela        | Resultado |
| ---- | ----------------------- | ----------------- | --------- |
| 2014 | Melhor primeiro ator    | Mentir para vivir | Nomeado   |
| 2015 | Melhor ator co-estrelar | La gata           | Nomeado   |